# Zápas řecko-římský na Evropských hrách 2015 – seznam účastníků
Seznam účastníků v zápase řecko-římském na I. Evropských hrách v roce 2015.
| země | bantamová váha       | pérová váha           | lehká váha        | velterová váha      | střední váha        | lehká těžká váha     | těžká váha            | supertěžká váha      |
| ---- | -------------------- | --------------------- | ----------------- | ------------------- | ------------------- | -------------------- | --------------------- | -------------------- |
| ARM  | Roman Amojan         | Mihran Arutjunjan     | —                 | Karapet Čaljan      | —                   | Maxim Manukjan       | —                     | —                    |
| AUT  | —                    | Benedikt Puffer       | —                 | Florian Marchl      | Michael Wagner      | Amer Hrustanović     | Daniel Gastl          | Lukas Hörmann        |
| AZE  | Elman Muxtarov       | Həsən Əliyev          | Rəsul Çunayev     | Elvin Mürsəliyev    | Rafiq Hüseynov      | Saman Tahmasibi      | Orxan Nuriyev         | Saba Šariati         |
| BLR  | Soslan Daurov        | Michail Semjonov      | Pavel Ljach       | Kazbek Kilov        | Viktor Sosunovský   | Džavid Gamzatov      | Timofej Dějničenko    | Iosif Čugošvili      |
| BUL  | Alexandar Kostadinov | Konstantin Stas       | Svilen Kostadinov | Javor Janakiev      | Daniel Aleksandrov  | Nikolaj Bairjakov    | Vladislav Metodiev    | Miloslav Metodiev    |
| CRO  | Ivan Lizatović       | Danijel Janečić       | Dominik Etlinger  | Neven Žugaj         | Božo Starčević      | Nenad Žugaj          | —                     | —                    |
| CZE  | Michal Novák         | Matouš Morbitzer      | Tomáš Sobecký     | Petr Novák          | Pavel Powada        | Artur Omarov         | —                     | —                    |
| DEN  | Tobias Fonnesbek     | Fredrik Bjerrehuus    | —                 | Mark Madsen         | —                   | —                    | —                     | —                    |
| ESP  | —                    | Ismael Navarro        | —                 | Ricardo Gil         | —                   | —                    | —                     | —                    |
| EST  | —                    | —                     | —                 | Silver Toger        | —                   | Eerik Aps            | Ardo Arusaar          | Heiki Nabi           |
| FIN  | Jani Haapamäki       | Tero Välimäki         | —                 | Henri Välimäki      | —                   | Marko Kivimäki       | Tuomas Lahti          | —                    |
| FRA  | Tarik Bel-Madani     | Artak Margaryan       | —                 | Evrik Nigogosjan    | —                   | —                    | Melonin Noumonvi      | —                    |
| GEO  | Gizo Meladze         | Sačino Davitaija      | Mindia Culukidze  | Zurab Datunašvili   | Laša Gobadze        | Mate Sopadze         | Micheil Kadžaija      | Iakob Kadžaija       |
| GER  | Deniz Menekse        | Matthias Maasch       | Frank Stäbler     | Pascal Eisele       | Florian Neumayer    | Ramsin Azizsir       | Oliver Hassler        | Eduard Popp          |
| GRE  | Apostolos Manuilidis | Vladimiros Matjas     | —                 | Petros Manuilidis   | Nikos Varkas        | Dimitris Papadopulos | Laokratis Kesidis     | Alexandros Papadatos |
| HUN  | Csongor Knipli       | Krisztián Jäger       | Bálint Korpási    | Martin Szabó        | Zoltán Kéri         | Patrik Szabó         | Ádám Varga            | Bálint Lám           |
| ISR  | Andrej Carjuk        | —                     | —                 | —                   | —                   | —                    | Robert Avanesjan      | —                    |
| ITA  | —                    | Davide Cascavilla     | —                 | Ciro Russo          | —                   | Fabio Parisi         | Daigoro Timoncini     | —                    |
| LAT  | —                    | Kristaps Kalnakārklis | —                 | Jevgenij Kolcov     | Česlavs Beštenis    | —                    | Igor Kostin           | —                    |
| LTU  | —                    | Edgaras Venckaitis    | —                 | —                   | Julius Matusevičius | Alexandr Kazakevič   | Vilius Laurinaitis    | Mantas Knystautas    |
| MDA  | Victor Ciobanu       | Donior Islamov        | Daniel Cataraga   | Petru Sevciuc       | Igor Besleaga       | —                    | —                     | —                    |
| MKD  | —                    | —                     | —                 | —                   | —                   | Timur Chamikojev     | —                     | —                    |
| NOR  | Stig-Andre Berge     | Marius Thommessen     | Petter Karlsen    | —                   | —                   | Rasmus Tjørstad      | Felix Baldauf         | —                    |
| POL  | Arkadiusz Gucik      | Mateusz Bernatek      | Daniel Rutkowski  | Mateusz Wolny       | —                   | Damian Janikowski    | Łukasz Konera         | —                    |
| POR  | João Carvalho        | Hugo Passos           | Zurab Bekauri     | —                   | —                   | —                    | —                     | —                    |
| ROU  | Virgil Munteanu      | Georgian Carpen       | Tomi Hinoveanu    | Ionel Pușcașu       | —                   | Attila Tamas         | Alin Alexuc-Ciurariu  | —                    |
| RUS  | Stepan Marjanjan     | Arťom Surkov          | Jurij Děnisov     | Čingiz Labazanov    | Jevgenij Salejev    | Davit Čakvetadze     | Islam Magomedov       | Sergej Semjonov      |
| SLO  | Daniel Kočar         | —                     | —                 | Jure Kuhar          | —                   | —                    | —                     | —                    |
| SRB  | Kristian Fris        | Aleksandar Maksimović | Mate Nemeš        | Viktor Nemeš        | Petar Balo          | Dejan Franković      | —                     | —                    |
| SUI  | —                    | —                     | —                 | Damian Dietsche     | Jonas Bossert       | —                    | —                     | —                    |
| SVK  | —                    | István Lévai          | Vojtech Jakus     | Richard Rigó        | —                   | —                    | —                     | —                    |
| SWE  | —                    | Frunze Arutjunjan     | Zakarias Tallroth | Christoffer Nilsson | Alexander Jersgren  | Emil Sandahl         | Theodoros Tounousidis | Sebastian Lönnborn   |
| TUR  | Fatih Üçüncü         | Abdulsamet Uğurli     | Yunus Özel        | Emrah Kuş           | Selçuk Çebi         | Metehan Başar        | Cenk İldem            | Rıza Kaya'alp        |
| UKR  | Dmytro Kosenok       | Denys Demjankov       | Mykola Savčenko   | Dmytro Pyškov       | Oleksandr Šišman    | Žan Beleňuk          | Dmytro Tymčenko       | Mykola Kučmý         |